# Allograpta forreri
Allograpta forreri är en tvåvingeart som först beskrevs av Giglio-tos 1893.  Allograpta forreri ingår i släktet Allograpta och familjen blomflugor.
Artens utbredningsområde är Durango (Mexiko). Inga underarter finns listade i Catalogue of Life.